# Lis Jensen
Pour les articles homonymes, voir Jensen.
Lis Jensen, née le 6 juillet 1952, est une femme politique danoise.
Membre du Mouvement populaire contre l'Union européenne, elle siège au Parlement européen de 1994 à 1999.